# Colobochyla salicalis
Colobochyla salicalis — вид лускокрилих комах з родини еребід (Erebidae).

## Поширення
Вид поширений в Європі та Північній Азії від Іспанії до Японії. Основними місцями існування є болота та трясовинні ліси, прибережні території та вологі луки.

## Опис
Розмах крил становить від 26 до 32 міліметрів. Основний колір верхньої поверхні передніх крил змінюється від сіро-коричневого до мишасто-сірого або блакитно-сірого. Зовнішній край сильно опуклий. Чітко виділяються три прямі коричневі жовті поперечні лінії, внутрішня з яких загинається до переднього краю, а зовнішня закінчується на кінчику крила. Попереду подолу йде ряд дрібних чорно-коричневих крапок. Верхня сторона заднього крила світло-сіро-коричнева з невеликими відмітками і іноді має коротку темну поперечну лінію, яка починається від анального кута. У положенні спокою крила складені у вигляді даху.
Гусениці виростають до 14 мм, мають тіло світло-зеленого кольору з темно-зеленою лінією зверху. Розрізи сегментів жовтуваті.

## Спосіб життя
Гусениці живляться листям верби (Salix) або тополі (Populus).